# Robert Mitchum
Robert Charles Durman Mitchum, més conegut com a Robert Mitchum (6 d'agost de 1917 a Bridgeport, Connecticut, Estats Units - 1 de juliol de 1997 a Santa Barbara, Califòrnia) va ser un actor de cinema i cantant estatunidenc nominat a l'Oscar. Mitchum és recordat principalment pels seus papers com a protagonista en algunes de les obres més importants del gènere conegut com a cinema negre, i considerat com el precursor de l'antiheroi prevalent en el cinema dels anys 1950 i 1960.

## Biografia
El seu pare fou un emigrant escocès i la seva mare era d'origen noruec, i amb ells residí des del 1919 a Charleston (Carolina del Sud).
Atret pel món del cinema i el teatre, el 1936 anà a Los Angeles, on va haver de treballar com a camioner, estibador portuari i porter d'un night club, i fins i tot va arribar a exercir la boxa. El 1937 debutà al teatre, en una breu intervenció, casant-se amb Dorothy Spence, amb la qual viuria fins al final de la seva vida.
Després d'interpretar diversos papers episòdics en westerns mediocres i en algun dels còmics Stan Laurel i Oliver Hardy, assolí notable èxit en el seu primer film important, Story of G. I. Joe (1945), dirigit pel prestigiós William Wellman, film basat en les memòries de guerra escrites pel periodista Ernie Pyle: la seva feina en aquest film li suposà un nomenament a l'Oscar al millor actor secundari, que finalment no assolí.
La seva qualitat es confirmà en dos nous films estrenats el 1947: l'antiracista Foc encreuat, dirigit per Edward Dmytryk, un dels millors cineastes de la seva generació, en el qual Robert Ryan també hi figurà, i Retorn al passat, un thriller de Jacques Tourneur, juntament amb Kirk Douglas, un altre jove actor que iniciava la seva fulgurant carrera. Així es va consolidar com a intèrpret de primera línia a Hollywood.
L'1 de setembre de 1948 passà a la primera plana periodística del panorama nacional en ser detingut, juntament amb l'actriu Lila Leeds, acusats de possessió de cànnabis. Per aquest motiu Leeds passà 60 dies a la presó. Mitchum pogué evitar-ho gràcies a la creixent notorietat i simpatia del públic americà.
Mitchum desenvolupà una dilatada carrera en la qual treballà amb grans directors i en films que han restat, per un o altre motiu, destacats en la història del cinema: en els anys 50 s'han de subratllar els seus treballs a Macau (1952), de Josef von Sternberg, amb Jane Rusell; Riu sense retorn (1954), un gran western d'Otto Preminger en el que actuà junt a Marilyn Monroe; La nit del caçador (1955), l'únic film que dirigí l'actor Charles Laughton, en el qual Mitchum encarna a un predicador darrere el qual s'amaga un criminal, personatge constitueix una de les seves millors interpretacions; All that Heaven Allows (1957), de William Wyler, amb Deborah Kerr, i Més enllà de Río Grande (1959), de Robert Parrish, film produït per Robert Mitchum.
En els anys 60 es mantindrà en un primer pla i actuà sota la direcció de diversos dels millors directors d'aquells anys: amb Vincente Minelli a Home from the Hill (1960), un melodrama de gran intensitat, interpretant al costat d'Eleanor Parker; amb Stanley Kramer a No seràs un estrany (1961), al costat de Frank Sinatra, Olivia de Havilland i Gloria Grahame; amb Lee Thompson a Cape Fear (1962), un thriller antològic, juntament amb Gregory Peck; amb Howard Hawks a El Dorado (1967), un western memorable, i amb Joseph Losey a Secret Ceremony (1968).
Dels anys 70 poden destacar-se treballs com el que realitzà a La filla de Ryan (1970), de David Lean, amb Sarah Miles i Trevor Howard; l'encarnació del detectiu Philip Marlowe en els thrillers Adéu, nena (1975) i Detectiu privat (1978), ambdós dirigits per Michael Winner (Mitchum es convertia en el tercer intèrpret del detectiu, després de Robert Montgomery i Humphrey Bogart).
En la recta final de la seva carrera, al contrari del qua passa per tants actors després d'haver entrat en vellesa, mai no li mancaren ofertes, tot i que eren papers episòdics, als quals sabia imprimir sempre el seu segell personal i en els quals exercí una atracció especial: així ocorria en treballs que realitzà, per exemple, a Maria's Lovers (1985), del director rus Andrei Konchalkovski, o Cape Fear (1991), nova versió d'aquell Cape Fear de J. Lee Thompson, ara dirigida per Martin Scorsese i protagonitzada per Robert De Niro en el paper que en la vella versió interpretava ell, i per Nick Nolte en el lloc de Gregory Peck. Scorsese volgué que tant Mitchum com Peck participessin a manera d'homenatge a una generació d'actors en procés d'extinció.
El 1995, en la mateixa línia, Jim Jarmusch el dirigí en un altre homenatge: Dead Man. Mitchum, que el 1993 rebé el premi Donostia del Festival Internacional de Cinema de Sant Sebastià per una vida consagrada al cel·luloide, participà en més de 100 pel·lícules al llarg de la seva carrera, en el cinema i la televisió, i sempre deixà constància d'una personalitat a la vegada impertorbable i melangiosa, dura i tendra. Morí víctima d'un càncer de pulmó.

## Filmografia
- Hopalong Cassidy films (1943)
- The Human Comedy (1943)
- Aerial Gunner (1943)
- Border Patrol (1943)
- Follow the Band (1943)
- Leather Burners (1943)
- Colt Comrades (1943)
- We've Never Been Licked (1943)
- Lone Star Trail (1943)
- Beyond the Last Frontier (1943)
- Corvette K-225 (1943)
- Bar 20 (1943)
- Doughboys in Ireland (1943)
- False Colors (1943)
- Minesweeper (1943)
- The Dancing Masters (1943)
- Cry 'Havoc' (1943) (no surt als crèdits)
- Riders of the Deadline (1943)
- Gung Ho! (1943)
- Johnny Doesn't Live Here Any More (1944)
- Mr. Winkle Goes to War (1944)
- When Strangers Marry (1944)
- Girl Rush (1944)
- Thirty Seconds over Tokyo (1944)
- Nevada (1944)
- The Story of G.I. Joe (1945)
- West of the Pecos (1945)
- Fins a la fi del temps (Till the End of Time) (1946)
- Undercurrent (1946)
- The Locket (1946)
- Pursued (1947)
- Foc creuat (Crossfire) (1947)
- Desire Me (1947)
- Retorn al passat (Out of the Past) (1947)
- Rachel i el foraster (Rachel and the Stranger) (1948)
- Blood on the Moon (1948)
- The Red Pony (1949)
- The Big Steal (1949)
- Negoci de vacances (Holiday Affair) (1949)
- On viu el perill (Where Danger Lives) (1950)
- El meu passat prohibit (My Forbidden Past) (1951)
- Les fronteres del crim (His Kind of Woman) (1951)
- The Racket (1951)
- Macau (1952)
- Corea, hora zero (One Minute to Zero) (1952)
- The Lusty Men (1952)
- Cara d'àngel (Angel Face) (1952)
- White Witch Doctor (1953)
- Perseguida (Second Chance) (1953)
- She Couldn't Say No (1954)
- Riu sense retorn (River of No Return) (1954)
- El rastre de la pantera (Track of the Cat) (1954)
- No seràs un estrany (Not as a Stranger) (1955)
- La nit del caçador (River of No Return) (1955)
- El pistoler (Man with the Gun) (1955)
- Foreign Intrigue (1956)
- Bandido (1956)
- Heaven Knows, Mr. Allison (1957)
- Foc amagat (Fire Down Below) (1957)
- The Enemy Below (1957)
- La ruta del tro (Thunder Road) (1958)
- The Hunters (1958)
- The Angry Hills (1959)
- Més enllà de Rio Grande (The Wonderful Country) (1959)
- Amb ell va arribar l'escàndol (Home from the Hill) (1960)
- Els guerrers de la nit (A Terrible Beauty) (1960)
- Tres vides errants (The Sundowners) (1960)
- The Grass Is Greener (1960)
- The Last Time I Saw Archie (1961)
- Cape Fear (1962)
- The Longest Day (1962)
- Two for the Seesaw (1962)
- The List of Adrian Messenger (1963)
- Rampage (1963 film)
- Man in the Middle (1963)
- What a Way to Go! (1964)
- Mister Moses (1965)
- El Dorado (1966)
- El camí de l'oest (The Way West) (1967)
- Villa Rides (1968)
- Anzio (1968)
- El pòquer de la mort (5 Card Stud) (1968)
- Secret Ceremony (1968)
- El jove Billy Young (Young Billy Young) (1969)
- The Good Guys and the Bad Guys (1969)
- La filla de Ryan (Ryan's Daughter) (1970)
- Going Home (1971)
- The Wrath of God (1972)
- The Friends of Eddie Coyle (1973)
- Yakuza (The Yakuza) (1974)
- Adéu, nena (Farewell, My Lovely) (1975)
- Midway (1976)
- The Last Tycoon (1976)
- La presa d'Amsterdam (The Amsterdam Kill) (1977)
- La gran dormida (The Big Sleep) (1978)
- Matilda (1978)
- Breakthrough (1979)
- Agency (1980)
- Nightkill (1980)
- That Championship Season (1982)
- One Shoe Makes It Murder (1982) (TV)
- The Ambassador (1984)
- A Killer In the Family (1983) (TV)
- The Winds of War Minisèrie TV (1983)
- Maria's Lovers (1984)
- Reunion at Fairborough (1985)
- Remembering Marilyn (1987) (documental)
- War and Remembrance Minisèrie TV (1988)
- Mr. North (1988)
- Scrooged (1988)
- Brotherhood of the Rose (1989) Telefilm
- John Huston: The Man, the Movies, the Maverick (1989) (documental)
- Midnight Ride (1990)
- Supposedly Dangerous (1990)
- El cap de la por (Cape Fear) (1991)
- The Seven Deadly Sins (1992)
- Woman of Desire (1993)
- Tombstone (1993) (narrador)
- Backfire! (1995)
- Dead Man (1995)
- Waiting for Sunset (1995)
- Wild Bill: Hollywood Maverick (1996) (documental)

### Paper curts
- The Magic of Make-up (1942)
- Screen Snapshots: Hollywood Goes to Bat (1950)
- Waiting for the Wind (1990)